# Collegio di Hayes and Harlington
Hayes and Harlington è un collegio elettorale situato nella Grande Londra, e rappresentato alla Camera dei comuni del Parlamento del Regno Unito. Elegge un membro del parlamento con il sistema first-past-the-post, ossia maggioritario a turno unico; l'attuale parlamentare è John McDonnell, eletto con il Partito Laburista nel 1997 e attualmente sospeso per aver votato contro il governo; siede come Indipendente.

## Estensione

Hayes and Harlington dal 2010 al 2024

- 1950–1974: il distretto urbano di Hayes e Harlington.
- 1974–1983: i ward del borgo londinese di Hillingdon di Belmore, Frogmore, Hayes, South e Yeading.
- 1983–2010: i ward del borgo londinese di Hillingdon di Barnhill, Botwell, Charville, Crane, Harlington, Heathrow, Townfield, Wood End e Yeading.
- 2010–2024: i ward del borgo londinese di Hillingdon di Barnhill, Botwell, Charville, Heathrow Villages, Pinkwell, Townfield, West Drayton e Yeading.
- dal 2024: i ward del borgo londinese di Hillingdon di Belmore; Charville; Hayes Town; Heathrow Villages; Pinkwell; West Drayton; Wood End e Yeading.[1]

## Membri del parlamento
| Elezione | Elezione           | Deputato       | Partito            |
| -------- | ------------------ | -------------- | ------------------ |
|          | 1950               | Walter Ayles   | Laburista          |
| 1953 (S) | Arthur Skeffington |                | Laburista          |
| 1971 (S) | Neville Sandelson  |                | Laburista          |
|          | Neville Sandelson  | 1981           | Social Democratico |
|          | 1983               | Terry Dicks    | Conservatore       |
|          | 1997               | John McDonnell | Laburista          |
|          | 2024               | John McDonnell | Indipendente       |

## Elezioni

### Elezioni negli anni 2020
| Partito                    | Partito                                | Candidato                  | Risultati 4 luglio 2024 | Risultati 4 luglio 2024 |
| Partito                    | Partito                                | Candidato                  | Voti                    | %                       |
| -------------------------- | -------------------------------------- | -------------------------- | ----------------------- | ----------------------- |
|                            | Laburista                              | John McDonnell             | 20 405                  | 53,26                   |
|                            | Conservatore                           | Dylan Thomas               | 8 374                   | 21,86                   |
|                            | Reform UK                              | Francoise Thompson         | 4 114                   | 10,74                   |
|                            | Verdi                                  | Christine West             | 2 131                   | 5,56                    |
|                            | Workers                                | Rizwana Karim              | 1 975                   | 5,15                    |
|                            | Lib Dem                                | Alex Cunliffe              | 1 316                   | 3,43                    |
|                            |                                        |                            |                         |                         |
| Iscritti                   | Iscritti                               | Iscritti                   | 74 404                  | 100,00                  |
| ↳ Votanti (% su iscritti)  | ↳ Votanti (% su iscritti)              | ↳ Votanti (% su iscritti)  | 38 315                  | 51,50                   |
| ↳ Astenuti (% su iscritti) | ↳ Astenuti (% su iscritti)             | ↳ Astenuti (% su iscritti) | 36 089                  | 48,50                   |
|                            |                                        |                            |                         |                         |
|                            | Esito: collegio confermato a Laburista |                            |                         |                         |

### Elezioni negli anni 2010
| Partito                    | Partito                                | Candidato                  | Risultati 12 dicembre 2019 | Risultati 12 dicembre 2019 |
| Partito                    | Partito                                | Candidato                  | Voti                       | %                          |
| -------------------------- | -------------------------------------- | -------------------------- | -------------------------- | -------------------------- |
|                            | Laburista                              | John McDonnell             | 24 545                     | 55,79                      |
|                            | Conservatore                           | Wayne Bridges              | 15 284                     | 34,74                      |
|                            | Lib Dem                                | Alexander Cunliffe         | 1 947                      | 4,43                       |
|                            | Brexit                                 | Harry Boparai              | 1 292                      | 2,94                       |
|                            | Verdi                                  | Christine West             | 739                        | 1,68                       |
|                            | Popoli Cristiani                       | Chika Amadi                | 187                        | 0,43                       |
|                            |                                        |                            |                            |                            |
| Iscritti                   | Iscritti                               | Iscritti                   | 72 356                     | 100,00                     |
| ↳ Votanti (% su iscritti)  | ↳ Votanti (% su iscritti)              | ↳ Votanti (% su iscritti)  | 43 994                     | 60,80                      |
| ↳ Astenuti (% su iscritti) | ↳ Astenuti (% su iscritti)             | ↳ Astenuti (% su iscritti) | 28 362                     | 39,20                      |
|                            |                                        |                            |                            |                            |
|                            | Esito: collegio confermato a Laburista |                            |                            |                            |

| Partito                    | Partito                                | Candidato                  | Risultati 8 giugno 2017 | Risultati 8 giugno 2017 |
| Partito                    | Partito                                | Candidato                  | Voti                    | %                       |
| -------------------------- | -------------------------------------- | -------------------------- | ----------------------- | ----------------------- |
|                            | Laburista                              | John McDonnell             | 31 796                  | 66,52                   |
|                            | Conservatore                           | Greg Smith                 | 13 681                  | 28,62                   |
|                            | UKIP                                   | Cliff Dixon                | 1 153                   | 2,41                    |
|                            | Lib Dem                                | Bill Newton Dunn           | 601                     | 1,26                    |
|                            | Verdi                                  | John Bowman                | 571                     | 1,19                    |
|                            |                                        |                            |                         |                         |
| Iscritti                   | Iscritti                               | Iscritti                   | 73 315                  | 100,00                  |
| ↳ Votanti (% su iscritti)  | ↳ Votanti (% su iscritti)              | ↳ Votanti (% su iscritti)  | 47 802                  | 65,20                   |
| ↳ Astenuti (% su iscritti) | ↳ Astenuti (% su iscritti)             | ↳ Astenuti (% su iscritti) | 25 513                  | 34,80                   |
|                            |                                        |                            |                         |                         |
|                            | Esito: collegio confermato a Laburista |                            |                         |                         |

| Partito                    | Partito                                | Candidato                  | Risultati 7 maggio 2015 | Risultati 7 maggio 2015 |
| Partito                    | Partito                                | Candidato                  | Voti                    | %                       |
| -------------------------- | -------------------------------------- | -------------------------- | ----------------------- | ----------------------- |
|                            | Laburista                              | John McDonnell             | 26 843                  | 59,58                   |
|                            | Conservatore                           | Pearl Lewis                | 11 143                  | 24,73                   |
|                            | UKIP                                   | Cliff Dixon                | 5 388                   | 11,96                   |
|                            | Lib Dem                                | Satnam Kaur Khalsa         | 888                     | 1,97                    |
|                            | Verdi                                  | Alick Munro                | 794                     | 1,76                    |
|                            |                                        |                            |                         |                         |
| Iscritti                   | Iscritti                               | Iscritti                   | 74 843                  | 100,00                  |
| ↳ Votanti (% su iscritti)  | ↳ Votanti (% su iscritti)              | ↳ Votanti (% su iscritti)  | 56 056                  | 74,90                   |
| ↳ Astenuti (% su iscritti) | ↳ Astenuti (% su iscritti)             | ↳ Astenuti (% su iscritti) | 18 787                  | 25,10                   |
|                            |                                        |                            |                         |                         |
|                            | Esito: collegio confermato a Laburista |                            |                         |                         |

| Partito                    | Partito                                | Candidato                  | Risultati 6 maggio 2010 | Risultati 6 maggio 2010 |
| Partito                    | Partito                                | Candidato                  | Voti                    | %                       |
| -------------------------- | -------------------------------------- | -------------------------- | ----------------------- | ----------------------- |
|                            | Laburista                              | John McDonnell             | 23 377                  | 54,83                   |
|                            | Conservatore                           | Scott Seaman-Digby         | 12 553                  | 29,44                   |
|                            | Lib Dem                                | Satnam Kaur Khalsa         | 3 726                   | 8,74                    |
|                            | BNP                                    | Chris Forster              | 1 520                   | 3,56                    |
|                            | Fronte Nazionale                       | Andy Cripps                | 566                     | 1,33                    |
|                            | Democratici                            | Cliff Dixon                | 464                     | 1,09                    |
|                            | Verdi                                  | Jessica Lee                | 348                     | 0,82                    |
|                            | Cristiano                              | Aneel Shahzad              | 83                      | 0,19                    |
|                            |                                        |                            |                         |                         |
| Iscritti                   | Iscritti                               | Iscritti                   | 70 242                  | 100,00                  |
| ↳ Votanti (% su iscritti)  | ↳ Votanti (% su iscritti)              | ↳ Votanti (% su iscritti)  | 42 637                  | 60,70                   |
| ↳ Astenuti (% su iscritti) | ↳ Astenuti (% su iscritti)             | ↳ Astenuti (% su iscritti) | 27 605                  | 39,30                   |
|                            |                                        |                            |                         |                         |
|                            | Esito: collegio confermato a Laburista |                            |                         |                         |

### Elezioni negli anni 2000
| Partito                    | Partito                                | Candidato                  | Risultati 5 maggio 2005 | Risultati 5 maggio 2005 |
| Partito                    | Partito                                | Candidato                  | Voti                    | %                       |
| -------------------------- | -------------------------------------- | -------------------------- | ----------------------- | ----------------------- |
|                            | Laburista                              | John McDonnell             | 19 009                  | 58,69                   |
|                            | Conservatore                           | Richard Worrall            | 8 162                   | 25,20                   |
|                            | Lib Dem                                | Jon Ball                   | 3 174                   | 9,80                    |
|                            | BNP                                    | Tony Hazel                 | 830                     | 2,56                    |
|                            | UKIP                                   | Martin Haley               | 552                     | 1,70                    |
|                            | Verdi                                  | Brian Outten               | 442                     | 1,36                    |
|                            | Indipendente                           | Paul Goddard               | 220                     | 0,68                    |
|                            |                                        |                            |                         |                         |
| Iscritti                   | Iscritti                               | Iscritti                   | 57 529                  | 100,00                  |
| ↳ Votanti (% su iscritti)  | ↳ Votanti (% su iscritti)              | ↳ Votanti (% su iscritti)  | 32 389                  | 56,30                   |
| ↳ Astenuti (% su iscritti) | ↳ Astenuti (% su iscritti)             | ↳ Astenuti (% su iscritti) | 25 140                  | 43,70                   |
|                            |                                        |                            |                         |                         |
|                            | Esito: collegio confermato a Laburista |                            |                         |                         |

| Partito                    | Partito                                | Candidato                  | Risultati 7 giugno 2001 | Risultati 7 giugno 2001 |
| Partito                    | Partito                                | Candidato                  | Voti                    | %                       |
| -------------------------- | -------------------------------------- | -------------------------- | ----------------------- | ----------------------- |
|                            | Laburista                              | John McDonnell             | 21 279                  | 65,67                   |
|                            | Conservatore                           | Robert McLean              | 7 813                   | 24,11                   |
|                            | Lib Dem                                | Nahid Boethe               | 1 958                   | 6,04                    |
|                            | BNP                                    | Gary Birch                 | 705                     | 2,18                    |
|                            | Alleanza Socialista                    | Walter Kennedy             | 648                     | 2,00                    |
|                            |                                        |                            |                         |                         |
| Iscritti                   | Iscritti                               | Iscritti                   | 57 554                  | 100,00                  |
| ↳ Votanti (% su iscritti)  | ↳ Votanti (% su iscritti)              | ↳ Votanti (% su iscritti)  | 32 403                  | 56,30                   |
| ↳ Astenuti (% su iscritti) | ↳ Astenuti (% su iscritti)             | ↳ Astenuti (% su iscritti) | 25 151                  | 43,70                   |
|                            |                                        |                            |                         |                         |
|                            | Esito: collegio confermato a Laburista |                            |                         |                         |

## Risultati dei referendum

### Referendum sulla permanenza del Regno Unito nell'Unione europea del 2016
|             | Collegio             | Lasciare UE % | Rimanere in UE % |
| ----------- | -------------------- | ------------- | ---------------- |
|             | Hayes and Harlington | 59,4%         | 40,6%            |
| Inghilterra | 53,3%                | 46,7%         |                  |
| Regno Unito | 51,9%                | 48,1%         |                  |